# Karl Trimborn

Karl Trimborn

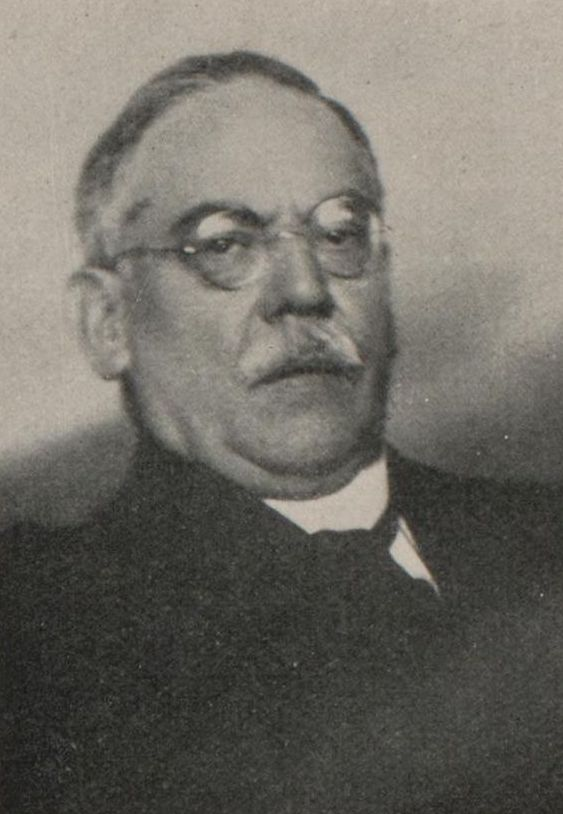
Karl Trimborn

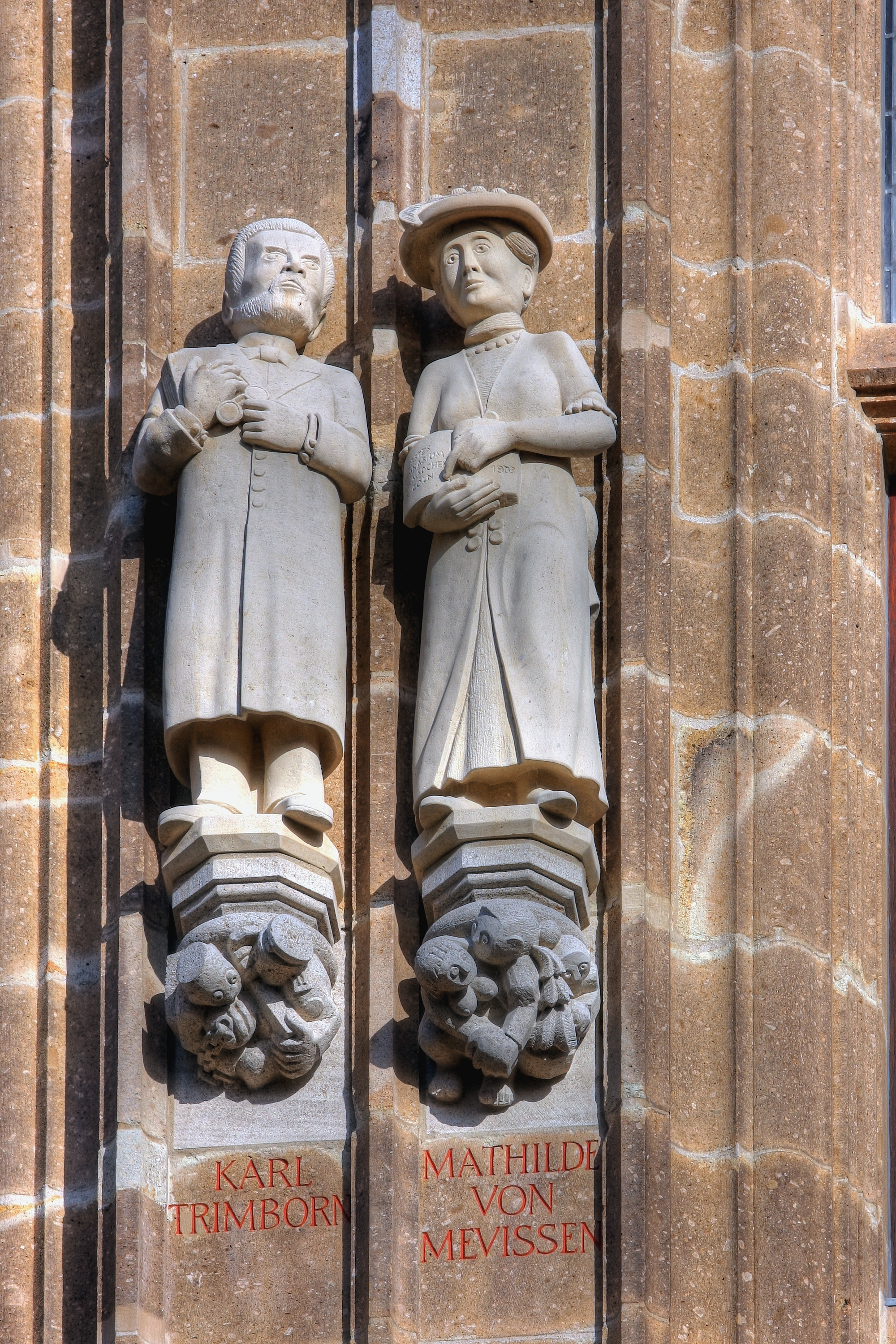
Statue des Karl Trimborn am Kölner Rathausturm. Rechts: Mathilde von Mevissen

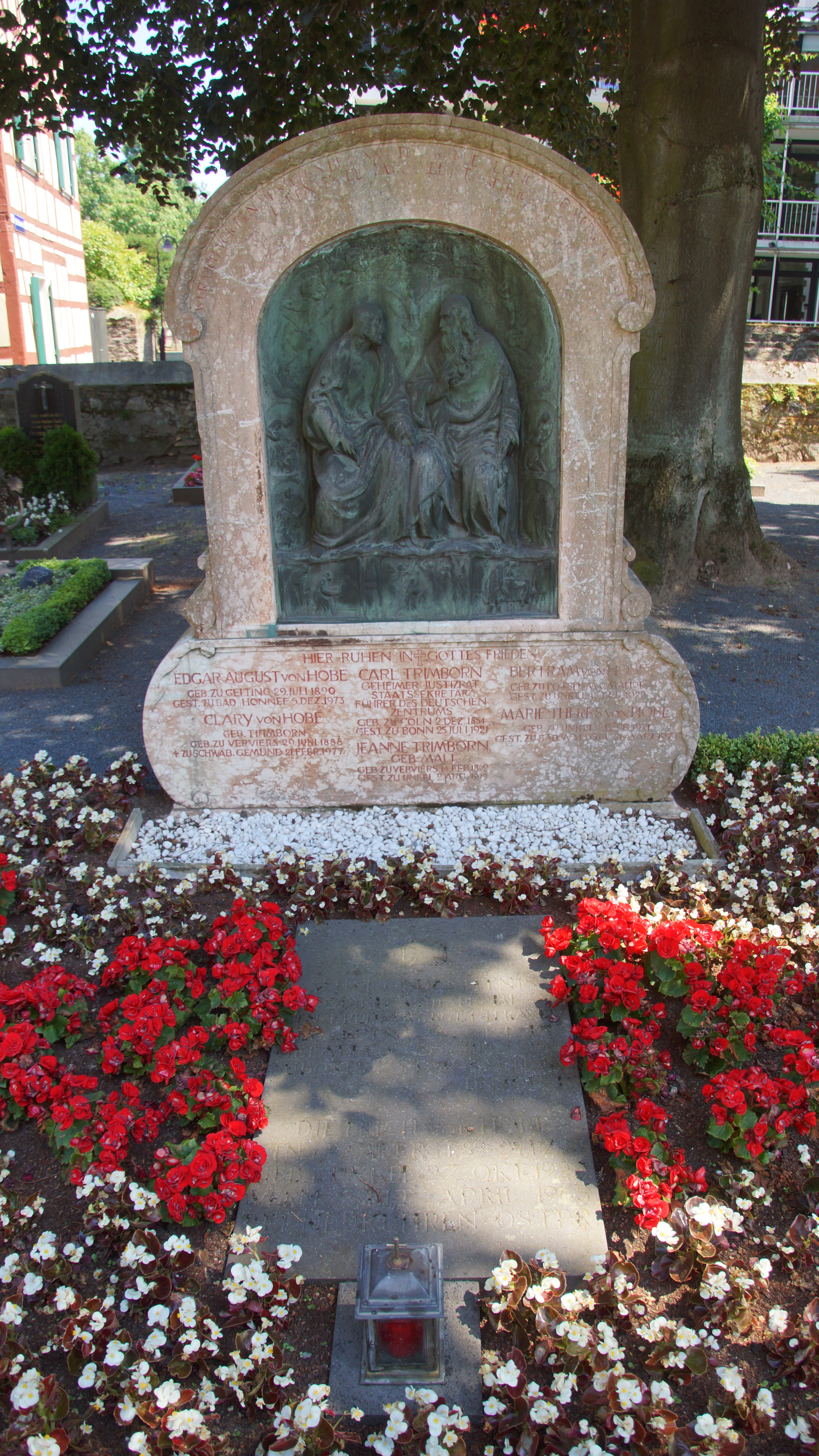
Grab von Karl Trimborn in Unkel

Karl Trimborn, auch Carl Trimborn (* 2. Dezember 1854 in Köln; † 25. Juli 1921 in Bonn), war ein deutscher Jurist und Politiker (Zentrum).

## Leben und Beruf
Karl, genannt Kächt, war das dritte von 15 Kindern der Eheleute Cornelius Trimborn und Maria Antoinette Clementine Pauli. Nach dem Abitur auf dem Apostelgymnasium in Köln 1873 studierte er zunächst in Leipzig Geschichte und Philosophie. Hier gründete er zusammen mit Adolf Gröber die katholische Studentenverbindung Teutonia-Leipzig im KV. Ab dem Wintersemester 1874/75 studierte er dann in München und Straßburg Rechtswissenschaften und wurde Mitglied der KV-Verbindungen Ottonia München und Frankonia-Straßburg. Nach dem Referendarexamen 1877 und dem Assessorexamen 1882 ließ er sich als Rechtsanwalt in Köln nieder.
Als 1890 der Volksverein für das katholische Deutschland gegründet wurde, war Trimborn zunächst dessen zweiter Vorsitzender, ab 1914 erster Vorsitzender. Unter anderem  war er auch noch Vorstandsmitglied im 1910 gegründeten Verein für soziale Kolonisation Deutschlands, der Ödland durch Arbeitslose urbar machen lassen wollte.
1901 gehörte er zu den Unterzeichnern einer von Karl Fürst zu Löwenstein organisierten Antiduellerklärung, der sich bis Anfang August 133 Juristen und 117 Ärzte angeschlossen hatten.
Im Jahre 1904 war Trimborn in Osnabrück Präsident der Generalversammlung der katholischen Vereine Deutschlands.
Im Ersten Weltkrieg wurde er seit Beginn der Errichtung der deutschen Zivilverwaltung für Belgien zunächst in Verviers, danach ab November 1914 – als die belgischen Ministerien ihre Tätigkeit wiederaufgenommen hatten – als Leiter des Ministeriums für Künste und Wissenschaften (zu dem auch das gesamte Unterrichtswesen gehörte) in Brüssel eingesetzt. Am 4. Juli 1917 schied er aus diesem Amt aus, „um sich wieder ganz seinen parlamentarischen Arbeiten in der Heimat zu widmen“.
Während seiner Tätigkeit in Belgien wurde er 1915 zum geheimen Justizrat ernannt. Ebenfalls 1915 wurde ihm das Eiserne Kreuz verliehen.
Trimborn verdankte diesen Einsatz vermutlich seinen langjährigen Beziehungen zum Königreich Belgien. Denn er hatte am 14. Juni 1884, 30-jährig, die 22-jährige Jeanne Mali (geboren in Verviers/Belgien am 12. Februar 1862, gestorben in Köln am 2. August 1919), Tochter eines belgischen Tuchfabrikanten in der Textilstadt Verviers, geheiratet. Diese spielte später eine wichtige Rolle in der frühen katholischen Frauenbewegung.
Sein ältester Bruder Balduin († 6. Juli 1922) war Rechtsanwalt beim Oberlandesgericht Köln und trug ebenfalls den Titel Justizrat. Sein Bruder Max gab im Ersten Weltkrieg die von ihm (Karl) initiierten Kriegsnachrichten Mars heraus.
Karl Trimborn starb im 67. Lebensjahr in Bonn an den Folgen einer Operation.

„Als ich vor langen Jahren mal Karl Trimborn jemanden als Direktor des Wallraf-Richartz-Museum als Nachfolger Hagelstanges empfahl, der aber das Pech hatte Protestant zu sein, sagte er mir unvermittelt ‚Nächstens werden Se wohl auch noch verlangen, daß wir enne protestantischen Erzbischof bekommen.‘ Er war berühmt für seine Reden und hatte das komischste Auge, was einen jemals angeschaut hat. Er gehörte zu denjenigen Komikern – wenn man dieses elend kompromittierte Wort auf ihn anwenden darf – die niemals selbst lachen, sondern die unerhörtesten Reden in einer absoluten Pince-sans-rire-Manier von sich geben.“

„[Karl Trimborn] wirkte zuerst als Rechtsanwalt in Köln, trat 1894 in das dortige Stadtverordnetenkollegium ein und gehörte seit 1896 als Mitglied des Zentrums dem preußischen Abgeordnetenhaus und dem Reichstag an. Während seiner Vorkriegstätigkeit ist er insbesondere durch die Forderung der planmäßigen Gewerbeförderung für Preußen nach österreichischem Muster hervorgetreten. Er ist der Urheber der Lex Trimborn, wonach gewisse Mehrerträge der Zölle zur Begründung einer Witwen- und Waisenversicherung verwendet werden müssen. Trimborn war einer der Gründer des Katholischen Volksvereines in Deutschland. Als einer der führenden Zentrumsleute hat er das politische Leben Deutschlands nach dem Umsturz wesentlich beeinflußt.“

„Als Mensch hatte Trimborn alle Vorzüge eines echten Rheinländers: seine persönliche Liebenswürdigkeit schaffte ihm Freunde in allen Parteien. Im Reichstag, zu dessen markantesten Persönlichkeiten er gehörte, wird man Karl Trimborn schmerzlich vermissen.“

## Partei
Karl Trimborn war als Nachfolger von Adolf Gröber in den Jahren 1919 und 1920 Vorsitzender des Zentrums. Trimborn galt nach dem Ersten Weltkrieg wie sein Parteifreund, der damalige Kölner Oberbürgermeister Konrad Adenauer, als Befürworter einer Rheinisch-Westfälischen Republik innerhalb des Deutschen Reiches („Los von Preußen“).
In der politischen Biographie von Wilhelm Marx erinnert sich der spätere Reichskanzler an die Situation am Abend des 4. Dezember 1918. Die Kölner Zentrumspartei hatte zur Großkundgebung in den Gürzenich eingeladen, zu der über 5.000 Menschen erschienen waren. Trimborn trat gemeinsam mit Marx als Redner auf, wobei sich Marx nicht zu den „separatistischen Nebenansichten“ äußern wollte. Im Gegensatz zu der Parallelveranstaltung Trimborns, auf der „unter ungeheurer Begeisterung“ eine Resolution angenommen wurde, die eine „dem Deutschen Reiche angehörige selbständige Rheinisch-Westfälischen Republik“ forderte. Durch die weitere Politik der Zentrumspartei und zu den offiziellen Verlautbarungen der „Wahrung der Einheit des Reiches“ ebbte die Bewegung innerhalb der Partei langsam ab. Am 2. Februar 1920 distanzierte sich die Partei schließlich völlig von „allen Anhängern separatistischer Bestrebungen“. Während der Ruhrbesetzung wurde noch einmal der Versuch unternommen, eine eigenständige Rheinische Republik auszurufen.

## Abgeordneter
Trimborn war von 1894 bis 1913 Stadtverordneter in Köln. Er gehörte dem Reichstag des Kaiserreiches und dem Preußischen Abgeordnetenhaus von 1896 bis 1918 an. Zuerst am 14. Januar 1896 mit 11.388 von 21.817 abgegebenen Stimmen im ersten Wahlgang für den Wahlkreis Köln 1 (Stadt Köln) gewählt, vertrat er seit 1912 den Wahlkreis Köln 5 (Sieg-Waldbröl).
In einer Rede in Köln sagte Trimborn am 20. April 1906: „Das Zentrum hat das Dreiklassenwahlrecht immer verworfen wegen seines plutokratischen Charakters, wegen der indirekten Wahl und der öffentlichen Abstimmung. Das Dreiklassenwahlrecht ist sozial verwerflich. Es entspricht nicht der modernen Staatsauffassung, wonach alle Bürger gleiches Recht haben sollen, an der Entwicklung als gleichberechtigte Staatsbürger mitzuwirken. Wir verlangen in erster Linie und grundsätzlich Anpassung an das Reichstagswahlrecht.“
Er saß 1919/20 in der Weimarer Nationalversammlung und war als Nachfolger von Adolf Gröber nach dessen Tod Fraktionsvorsitzender seiner Partei. Er gehörte dem „Ausschuß zur Vorberatung des Entwurfs einer Verfassung für das Deutsche Reich“ der Nationalversammlung an. Anschließend war er bis zu seinem Tode erneut Reichstagsabgeordneter. 1918 wurde er in die verfassunggebende Landesversammlung Preußens gewählt.

## Öffentliche Ämter
Trimborn leitete von Oktober bis November 1918 für kurze Zeit das Reichsamt des Innern als Staatssekretär, was dem heutigen Innenminister entspricht. Als Teil des Kabinetts von Prinz Max von Baden war er damit der letzte Staatssekretär des Kaiserreichs.